# Lancia Delta S4
Lancia Delta S4 é um automóvel de competição que foi criado com o objetivo de vencer o mundial de ralis, em meados da década de 1980.

## História
A Lancia decide substituir o seu vitorioso 037, por aquele que viria a ser o mais potente de todos os Lancias: o Delta S4. Foi necessária a construção e homologação de duzentas unidades de estrada, para que este veículo de 800 kg pudesse competir no então vanguardista Grupo B, onde practicamente não existiam quaisquer limitações e/ou restrições.

## Características
Com um bloco de 1.8 c.c., duplo comando e 16 válvulas, a Abarth dotou-o de um turbo de alta pressão e de um compressor volumétrico, para minimizar os efeitos de 'lag' do turbo a rotações mais baixas, contribuindo assim, para uma constante e elevada potência, cujos registros foram desde os 'humildes' 420/50 cv nas primeiras unidades, até descomunais 612 cv de potência, quando este atingia já o seu mais elevado desenvolvimento, em 1986. Este automóvel, e à semelhança dos seus adversários mais diretos, era já construído em materiais ditos nobres, como o alumínio, titânio, fibra de vidro e de carbono. O seu inconfundível aspecto revelava perfeitamente a sua arquitetura onde o motor de colocação transversal e central-traseira, se aliava a um eficaz sistema de tração integral.

## Competições
Vários foram os pilotos que o levaram ao topo, mas foi nas mãos de Henri Toivonen onde, pela primeira vez, homem e máquina se tornavam de uma forma homogênea, num só. Foi em 1986, na S.S.-18, no Rali da Córsega, que um fatídico acidente atirou por terra todas as esperanças de o mundo ver uma nova evolução deste magnífico exemplar, bem como tirou a vida ao heróico Toivonen e ao seu co-piloto Sergio Cresto. Tal desastre e após uma curta ponderação por parte da "Fédération Internationale du Sport Automobile - FISA", então entidade moderadora e representativa do desporto automóvel, surgiu o consenso de retirar os grupo B do activo, pois a capacidade desta série, provou demasiado, resultando numa série de acidentes fatais, quer para o público, bem como para alguns pilotos que, à semelhança de Toivonen, perderam suas vidas ou ficaram gravemente feridos. O Delta S4, é hoje uma peça de colecção extremamente valiosa, sejam ela as variantes Stradale, ou o quase inalcançável Rally, já pronto a competir.

## Galeria

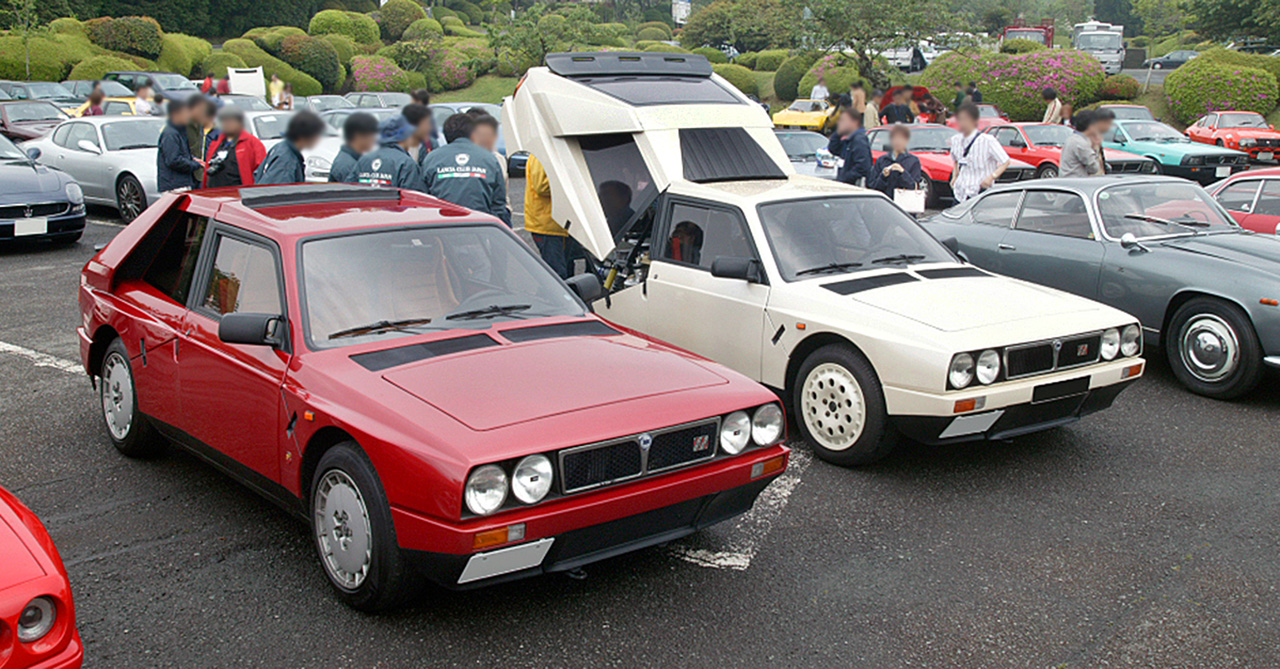
S4 Stradale
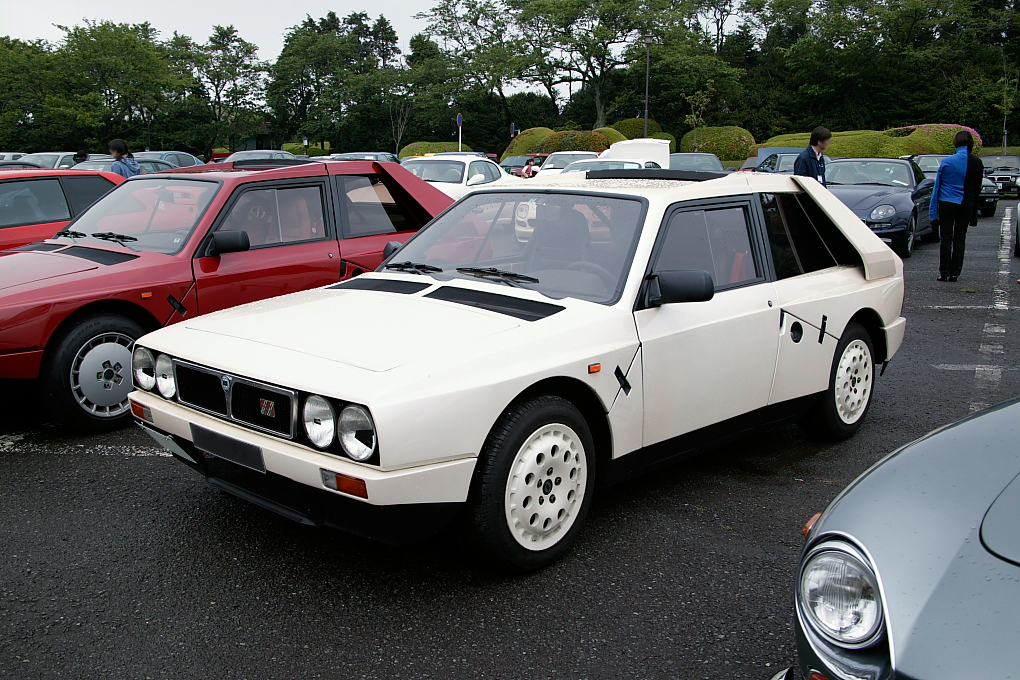
S4 Stradale
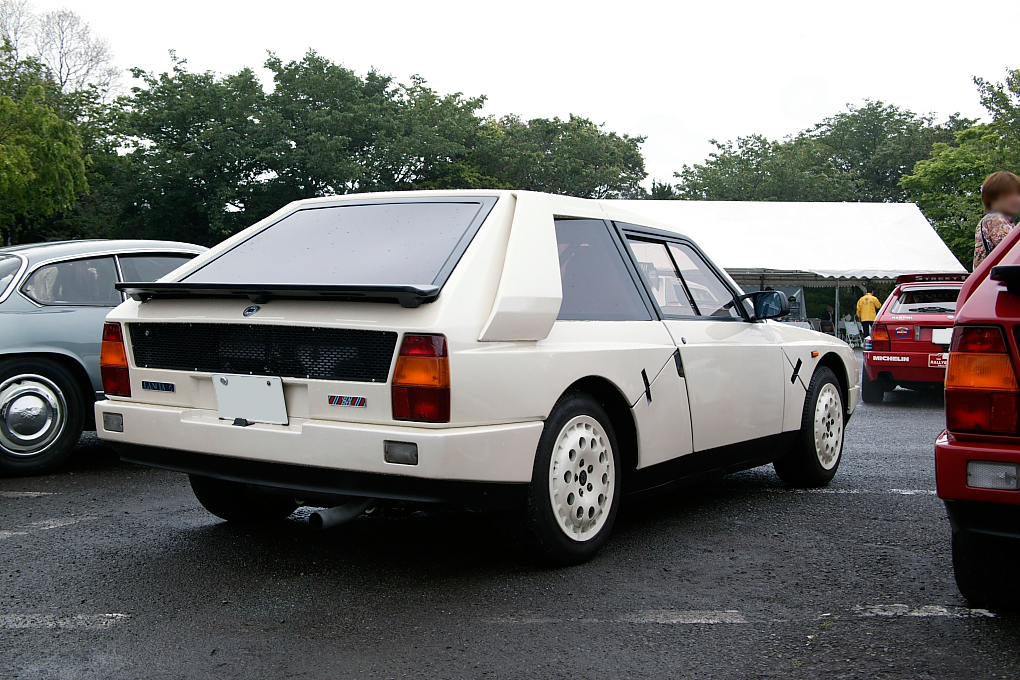
S4 Stradale
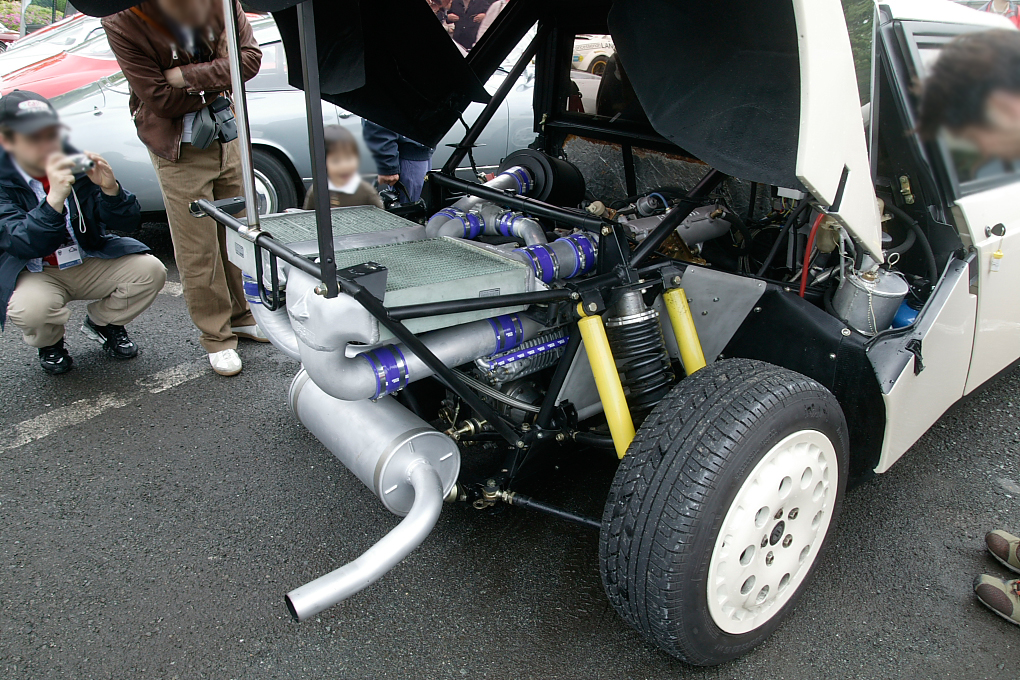
S4 Stradale
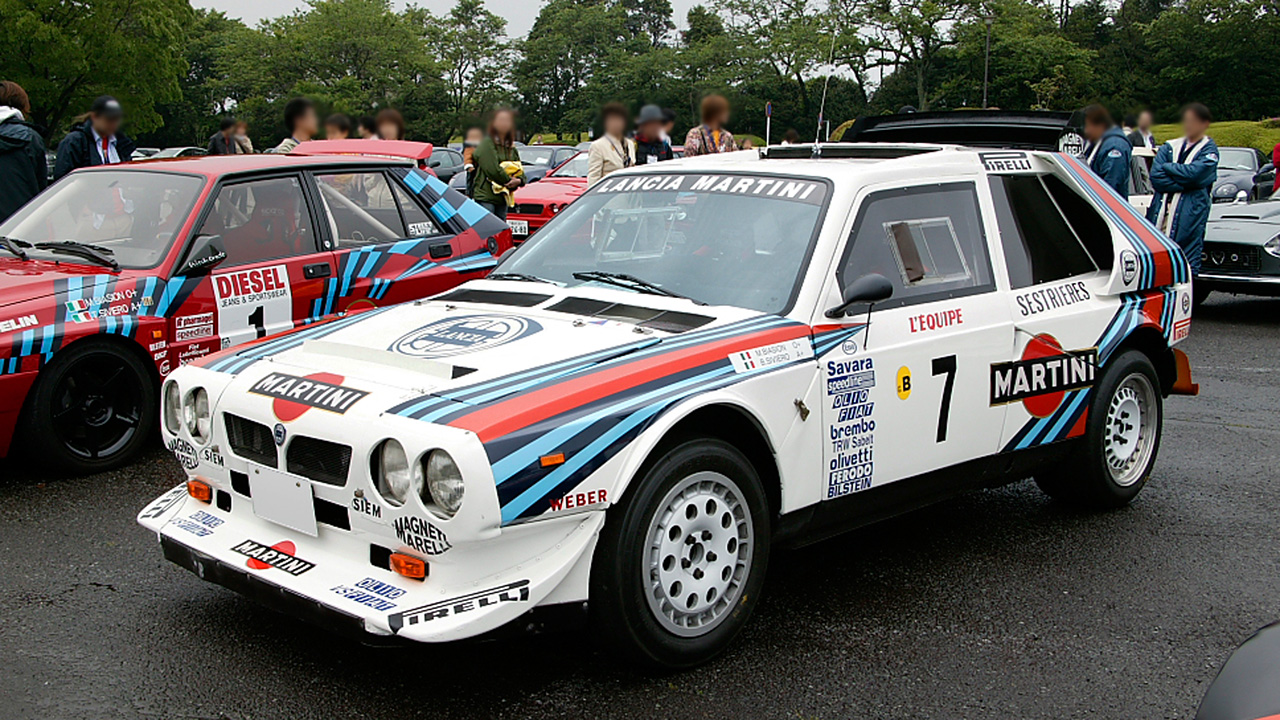
S4 Gr.B #209
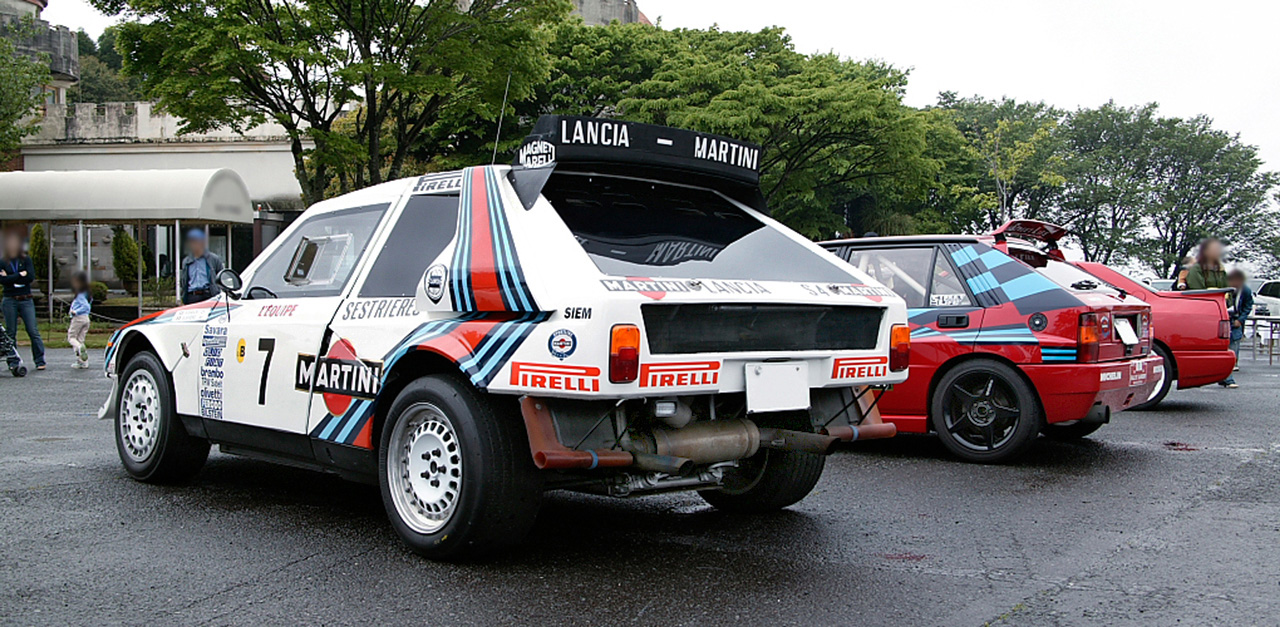
S4 Gr.B #209